# Шилокша (приток Тёши)
Ши́локша — река в России, протекает по Кулебакскому району Нижегородской области. Устье реки находится в 88 км по левому берегу реки Тёша. Длина реки составляет 33 км, площадь бассейна — 238 км².
Исток реки к югу от деревни Серебрянка в 28 км к юго-востоку от города Кулебаки. Река течёт на север, протекает деревни Серебрянка, Благовещенка, Шилокшей и Пушлей, ниже течёт по ненаселённому лесу. Впадает в Тёшу в черте села Шилокша

### Притоки (км от устья)
- 18 км: река Малая Шилокша (лв)

## Данные водного реестра
По данным государственного водного реестра России относится к Окскому бассейновому округу, водохозяйственный участок реки — Тёша от истока и до устья, речной подбассейн реки — Бассейны притоков Оки от Мокши до впадения в Волгу. Речной бассейн реки — Ока.
Код объекта в государственном водном реестре — 09010300212110000030663.